# Aurelio Tolentino

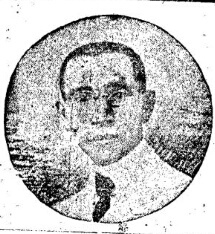
Aurelio Tolentino

Aurelio Tolentino (Guagua, 15 oktober 1869 - 5 juli 1915) was een Filipijns nationalistisch toneelschrijver en journalist. Hij schreef in het Spaans, Tagalog en Pampanga.

## Biografie
Aurelio Tolentino werd geboren op 15 oktober 1869 in Santo Cristo in Guagua in de Filipijnse provincie Pampanga. Hij was de vijfde van zes kinderen van Leonardo Tolentino en Petrona Valenzuela. Zijn vader Leonardo was afkomstig uit Tondo en zijn moeder Petrona uit Santa Cruz. Tolentino studeerde aan het Colegio de San Juan de Letran en begon aansluitend aan een studie rechten op de University of Santo Tomas. Na zijn eerste jaar overleed zijn vader en keerde hij terug naar Guagua. Na een handgemeen met een Spanjaard zag hij zich echter gedwongen de plaats weer te verlaten en verhuisde hij naar familie in Tondo.
In Tondo werkte hij een jaar als klerk bij de lokale rechtbank. In dat jaar leerde hij ook Andres Bonifacio kennen en hielp hij met bij de verspreiding van de verboden krant La Solidaridad. Ook sloot hij zich aan bij La Liga Filipina van Jose Rizal. Toen deze organisatie kort na de oprichting al verboden werd, was Tolentino een van de eerste leden van de nieuwe ondergrondse Katipunan. Hij assisteerde Emilio Jacinto en anderen bij het drukken van formulieren en andere materiaal dat nodig was. Na een jaar werd Tolentino als klerk overgeplaatst naar de rechtbank van Bulacan en weer later naar de rechtbank in Morong. Daar werkte hij tot de uitbraak van de Filipijnse revolutie. Kort het begin van de revolutie werd hij opgepakt en gevangengezet.
Na zijn vrijlating halverwege 1897 sloot hij zich in de tweede fase van de revolutie in Cavite aan bij de revolutionairen. Hij diende onder generaal Vicente Lukban in Bicol, maar was daar vooral actief als schrijver. In 1898 keerde hij terug naar Manilla waar hij artikelen schreef in La Independencia. Na de uitbraak van de Filipijns-Amerikaanse Oorlog werd hij door Emilio Aguinaldo opgenomen in de delegatie die met de Amerikaanse Schurman-Commissie moest onderhandelen over vrede. Nadien werd hij opgenomen in de redactie van de nationalistische krant La Patria van Pablo Ocampo. Vanwege de nationalistische commentaren in de krant werd deze door de Amerikanen echter verboden en werd Tolentino in november 1899 gearresteerd. Nadat hij werd vrijgelaten werkte hij voor Ocampo's nieuwe krant El Libaral, maar ook deze krant werd al snel verboden. Daarop richtte hij zelf de krant Filipinas op, waarvoor Tolentino zelf ook schreef. Ook Filipinas werd echter al snel verboden. Vanaf augustus 1900 stond hij aan het hoofd van de Junta de Amigos, een ondergrondse organisatie in Manilla, die guerrilla's moest rekruteren. Toen de Amerikanen echter aan de winnende hand bleken te zijn, ging Tolentino zich meer en meer op zijn schrijven concentreren.
Hij schreef artikelen voor kranten als La Democracia en Revista Cavitena. Ook begon hij met het schrijven van toneelstukken. De meeste van zijn werk waren vanwege het ontbreken van de vrijheid van meningsuiting allegorieën, waarbij nationalistische ideeën enigszins verhuld werden opgenomen. Zijn eerste stuk was La Venganza de Robdeil. Zijn stuk Lagrimas Malayas, later vertaald in het Tagalog onder de naam Luhang Tagalog wordt wel beschouwd als zijn beste werk. Het stuk werd door de Amerikaanse autoriteiten echter gecensureerd omdat het de bevolking zou aanzetten oorlog en hoogverraad. In 1902 werd de eenakter Neneng van Tolentino uitgevoerd in het Zorrilla Theatre. Zijn meest besproken toneelstuk is echter Kahapon, Ngaljon at Bukas. Dit stuk in drie akten was een vervolg op Luhang Tagalog. Een uitvoering ervan op 4 mei 1903 in Teatro Libertad werd door de Amerikaanse autoriteiten stilgelegd.
Tolentino en andere toneelschrijvers van soortgelijke stukken werden naar aanleiding hiervan opgepakt en aangeklaagd. Tolentino werd in de rechtszaal verdedigd door advocaat Manuel Quezon. Hij verloor de zaak en werd tot een boete en twee jaar gevangenisstraf veroordeeld. Ook het hoger beroep beroep bij het Hooggerechtshof van de Filipijnen op 6 maart 1906, waarin Tolentino werd bijgestaan door Rafael Palma en twee Amerikaanse advocaten, ging verloren. Nadien bleef Tolentino echter nationalistische toneelstukken schrijven. Wel zag hij zich gedwongen om wat neutraler te werk te gaan. In 1910 moest hij opnieuw de gevangenis in. Het jaar erop kwam hij door een pardon van gouverneur-generaal William Cameron Forbes op vrije voeten. Nadien schreef hij nog enkele toneelstukken, waaronder de eenakters Aray!! en Soledad (beide zarzuelas) en Casalutang Guintu, een toneelstuk in tien akten.
Tolentino overleed in 1915 op 45-jarige leeftijd na een langdurige ziekte. Hij was van 1908 tot zijn dood getrouwd met Natividad Hilario en kreeg met haar vier kinderen: Cesar, Corazon, Raquel en Leonor. Tolentino werd begraven op Manila North Cemetary. In 1921 werden zijn overblijfselen herbegraven aan de voet van het monument voor Tolentino in Guagua.